# Großsteingrab Thelkow
Das Großsteingrab Thelkow ist eine megalithische Grabanlage der jungsteinzeitlichen Trichterbecherkultur bei Thelkow im Landkreis Rostock (Mecklenburg-Vorpommern). Es trägt die Sprockhoff-Nummer 358.

## Lage
Das Grab befindet sich etwa 2 km nördlich von Thelkow. Es liegt direkt an einem Lehrpfad, etwa 100 m vom östlichen Ufer des Teufelssees entfernt. Zwischen 400 m und 2,7 km entfernt liegen nördlich und östlich in mehreren Gruppen die Großsteingräber bei Liepen. Etwa 3 km nordwestlich befinden sich auf der anderen Seite der Recknitz die Großsteingräber bei Gnewitz.

## Beschreibung
Die Anlage besaß gemäß der Beschreibung von Friedrich Schlie eine runde Umfassung aus elf Steinen. Die Hügelschüttung ist noch in Resten erhalten. Bei der Grabkammer handelt es sich um einen nordwest-südöstlich orientierten Urdolmen. Von den vier Wandsteinen stehen noch drei in situ, der südöstliche ist verschoben, ebenso der Deckstein. Die Kammer hat eine Länge von 1,4 m, eine Breite von 0,7 m und eine Höhe von 0,7 m. Der Deckstein ist 1,8 m lang, 1,2 m breit und 1,0 m dick. Bei der heutigen Steinumfassung handelt es sich um einen modernen Bau, der nicht dem von Schlie dokumentierten ursprünglichen Plan entspricht.

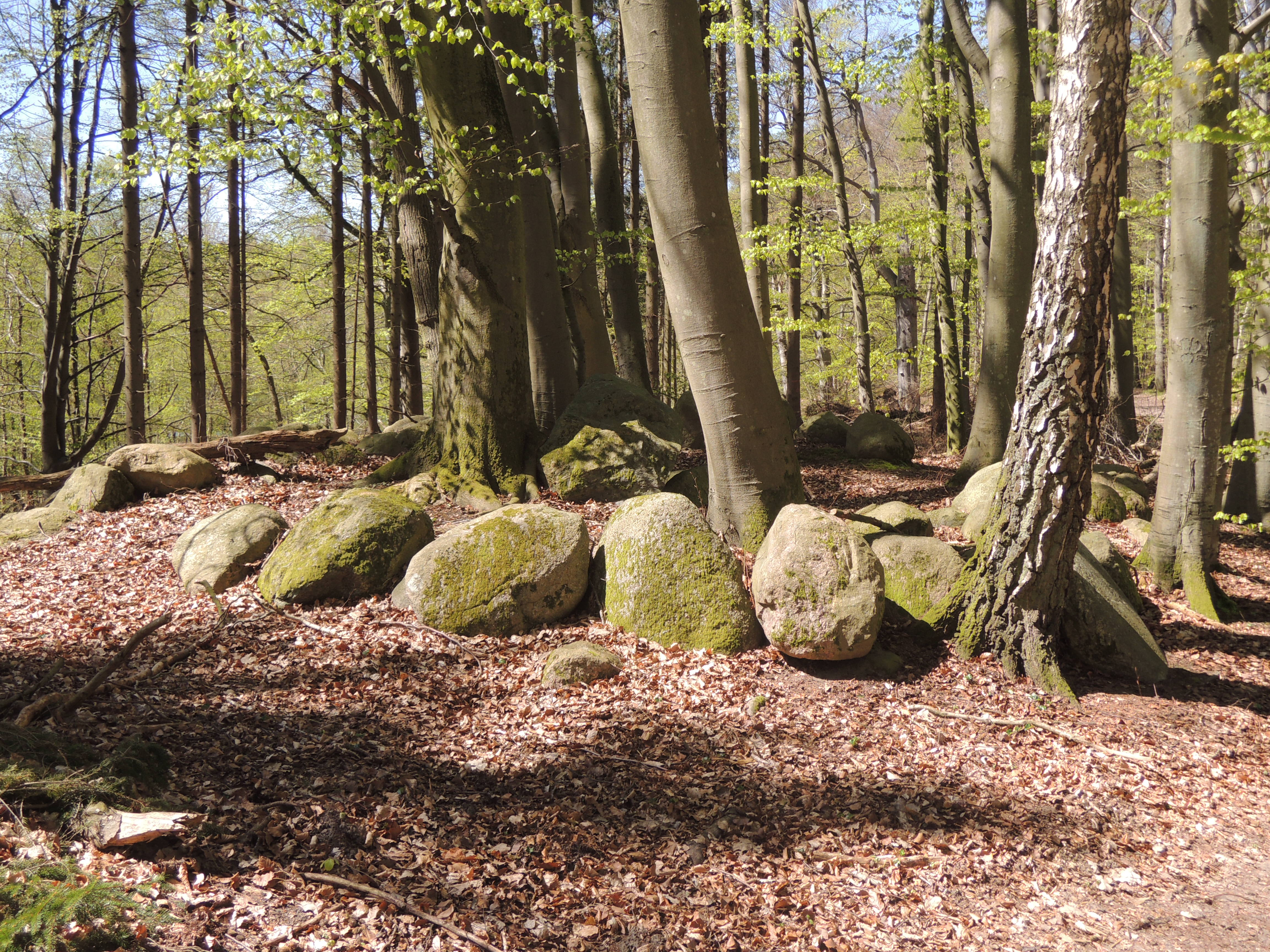
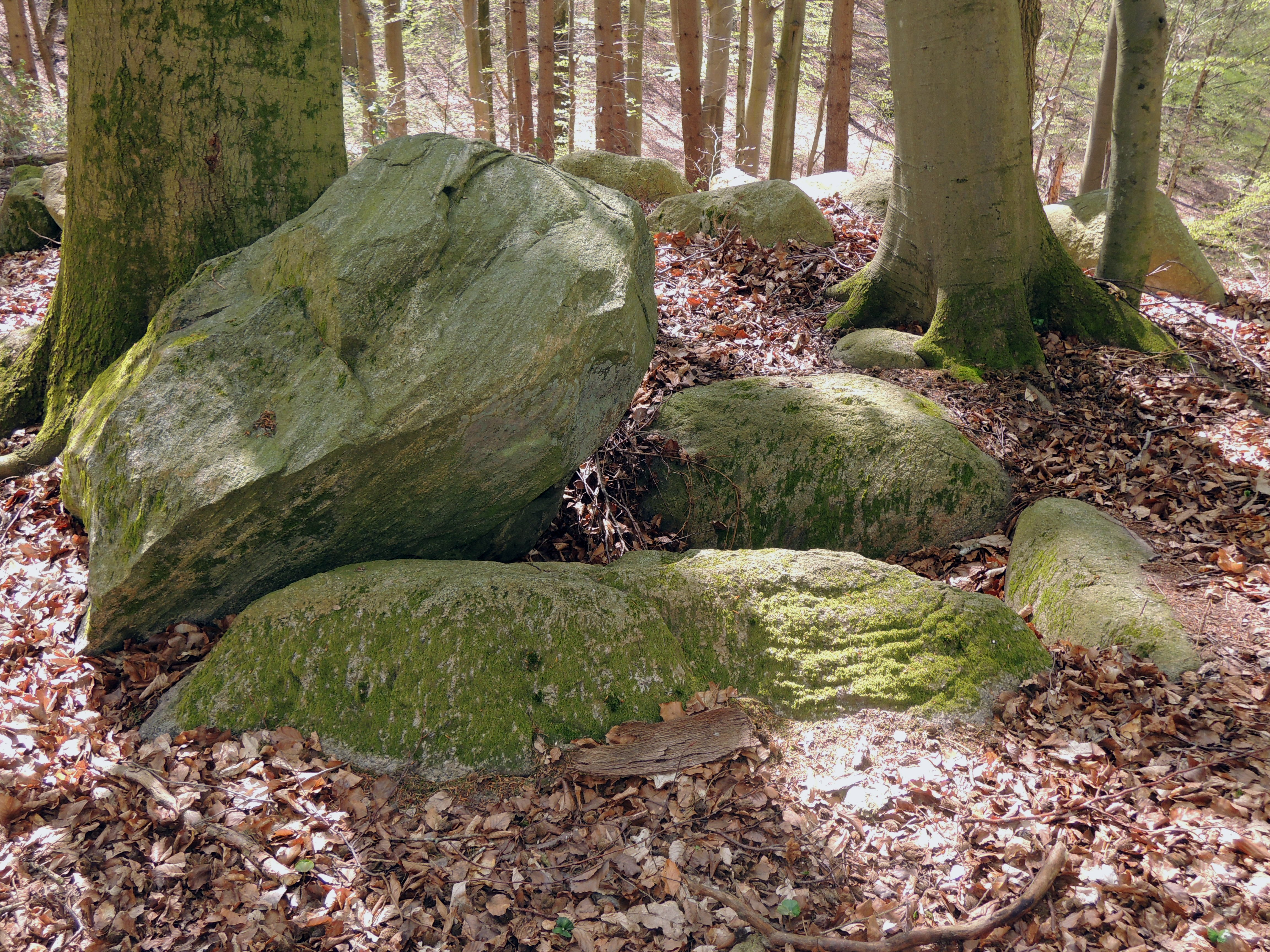
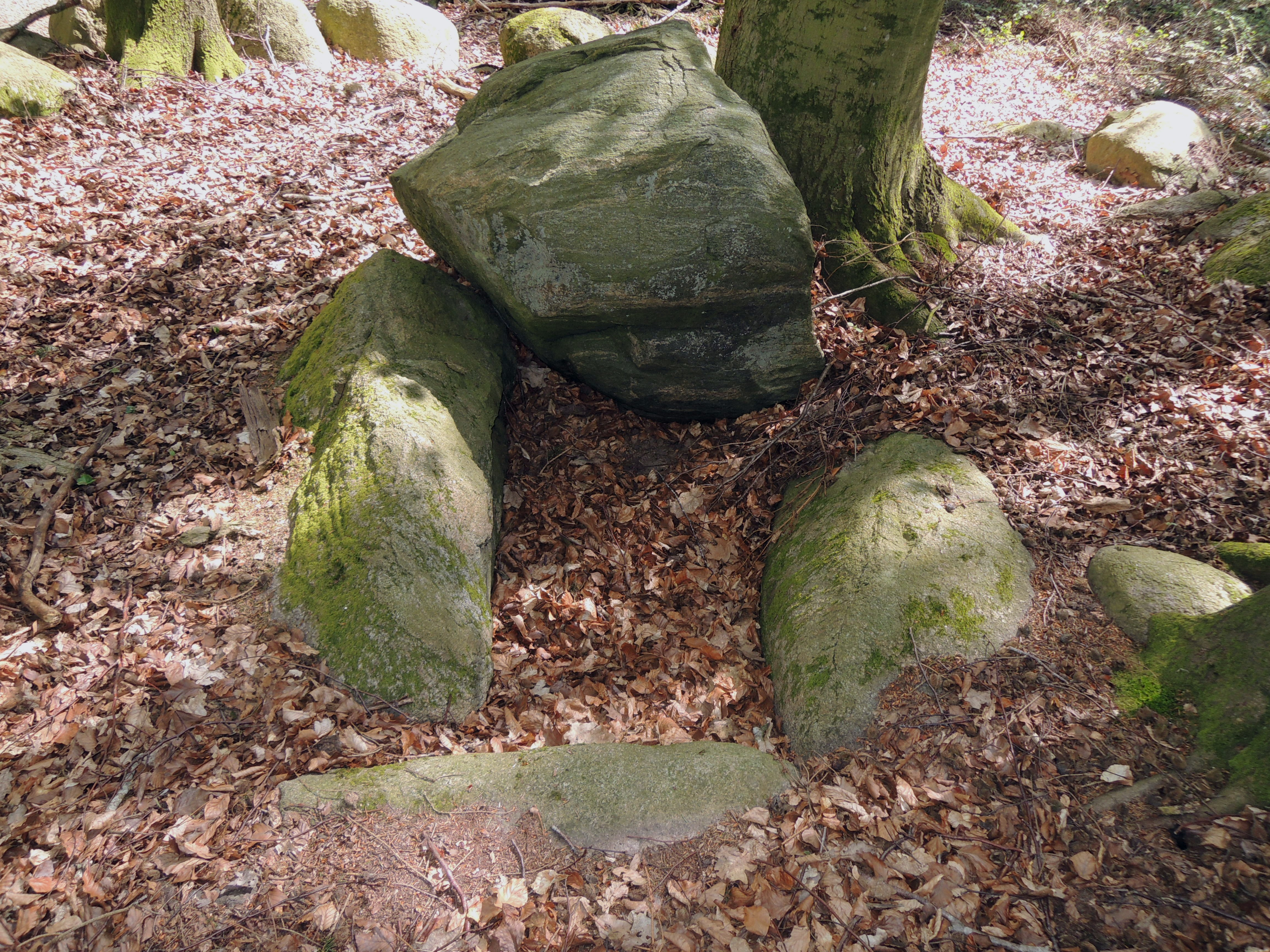
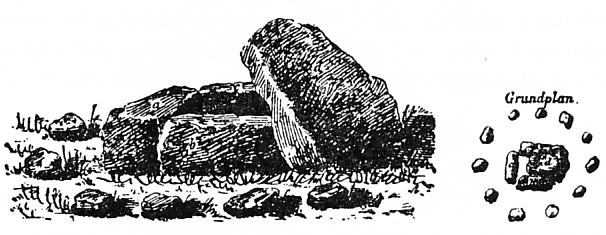
Skizze und Grundriss des Grabes nach Schlie (1896)